# Brigitte Kollecker
Brigitte Kollecker (* 1946 in Dorsten) ist eine deutsche Hörspielsprecherin und Schauspielerin.
Kollecker war mit ihrem Kollegen Horst Frank verheiratet, mit dem sie auch in Hörspielen aktiv war, wobei ihre Rolle als Journalistin Eireen Fox in der H.-G.-Francis-Reihe (u. a. Nessi – Das Ungeheuer von Loch Ness) am bekanntesten sein dürfte.
Außerdem war sie mit ihm mehrmals in den Serien Flash Gordon und Edgar Wallace zu hören und in Produktionen wie Flitze Feuerzahn, Ich und Klara, Kung Fu, TKKG und PopEye.
Gelegentlich war Kollecker auch in Film und Fernsehen zu sehen, wie etwa in einer Folge der australischen Reihe Boney nach den Romanen von Arthur W. Upfield, zwei Episoden von Großstadtrevier, eine Folge von Peter Strohm und girl friends – Freundschaft mit Herz oder in Spielfilmen wie Das Bastardzeichen und Das Gesetz des Clans.